# 장크트길겐

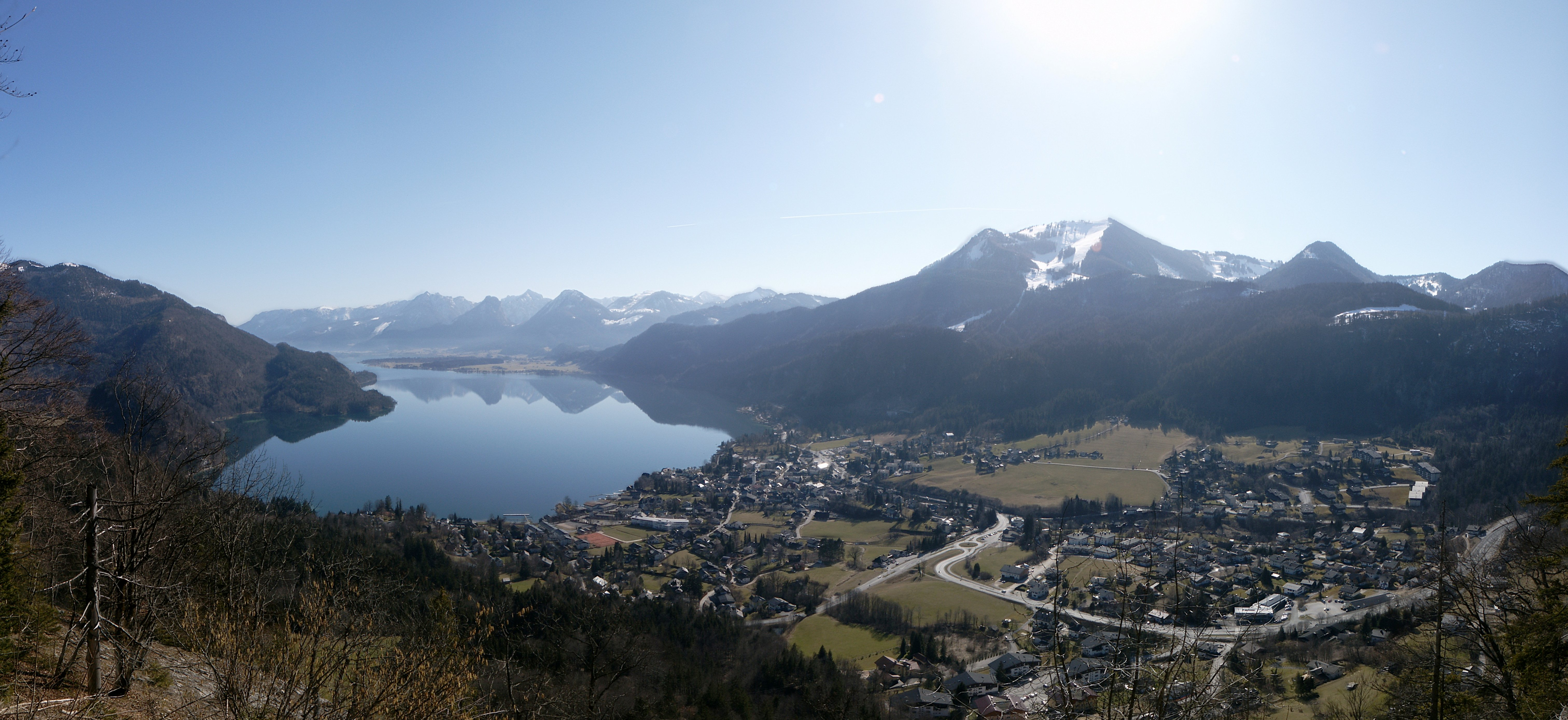
장크트길겐

장크트길겐(독일어: Sankt Gilgen)은 오스트리아 잘츠부르크주에 위치한 도시로 면적은 98.67km2, 높이는 545m, 인구는 3,850명(2016년 1월 1일 기준), 인구 밀도는 39명/km2이다. 잘츠카머구트 지대에 위치한다.
1376년 문헌에 처음으로 등장했으며 1893년에는 잘츠카머구트를 경유하는 철도 노선이 건설되었다. 볼프강 아마데우스 모차르트의 어머니인 안나 마리아 모차르트의 출생지이기도 하다.

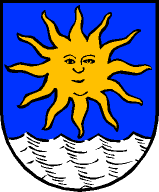
시 문장

## 같이 보기
- 잘츠카머구트
- 샤프베르크산